# Lorenzo Aguado
Lorenzo Aguado Herrera (Madrid, España, 19 de septiembre de 2002) es un futbolista español que juega en la demarcación de lateral derecho en el Albacete Balompié de la Segunda División de España.

## Biografía
Tras formarse como futbolista en las filas inferiores del Real Madrid C. F., y previo paso como cedido en el C. D. A. Navalcarnero, subió al R. S. C. Internacional F. C., tercer equipo del Real Madrid C. F. Finalmente debutó con el Real Madrid Castilla el 19 de noviembre de 2023 en un partido contra el Algeciras C. F. que finalizó con un resultado de 1-2 a favor del conjunto algecireño. El 30 de noviembre de 2024, fue convocado por el primer equipo para jugar contra el Getafe C. F. en la Primera División de España, aunque no llegó a disputar ningún minuto. Además fue llamado por Carlo Ancelotti para disputar la final de la Copa Intercontinental de la FIFA 2024 contra el C. F. Pachuca. El 6 de enero de 2025 debutó con el primer equipo en un encuentro de Copa del Rey contra el C. D. Minera. El 19 de enero de 2025 debutó en Liga en un encuentro contra la U. D. Las Palmas que finalizó con un resultado de 4-1 a favor del conjunto madrileño.
El 30 de julio de 2025 se marchó traspasado al Albacete Balompié para las siguientes tres temporadas.

## Clubes
Actualizado al último partido disputado el 24 de mayo de 2025.
| Club                           | País   | Año       | Partidos | Goles |
| ------------------------------ | ------ | --------- | -------- | ----- |
| C. D. A. Navalcarnero (cedido) | España | 2021-2022 | 15       | 5     |
| R. S. C. Internacional F. C.   | España | 2022-2023 | 30       | 10    |
| Real Madrid Castilla           | España | 2023-2025 | 36       | 2     |
| Real Madrid C. F.              | España | 2025      | 3        | 0     |
| Albacete Balompié              | España | 2025-     |          |       |

## Palmarés

### Campeonatos Internacionales
| Título                           | Club              | País   | Año  |
| -------------------------------- | ----------------- | ------ | ---- |
| Copa Intercontinental de la FIFA | Real Madrid C. F. | España | 2024 |